# Conny Dachs
Conny Dachs (ur. 13 grudnia 1963 w Georgsmarienhütte) – niemiecki aktor filmów pornograficznych. 
Jego imię Conny pochodzi od jego nazwiska Konrad, a imię Dachs powstało podczas spotkania z Harrym S. Morganem. Pierwotnie planowane imię „Dax”, ale niektóre magazyny przemianowały je na „Dachs”. We wstępie do filmu Gina Wild – jetzt wird's schmutzig 4 (1999) jego imię jest wymienione jako Conny Dach.

## Kariera
Urodził się w Georgsmarienhütte w powiecie Osnabrück. Z wykształcenia technik reklamy, zaczynał swoją karierę zawodową jako animator i aktor w Robinson Club. Został dostrzeżony podczas występu jako animator w wakacyjnym klubie na Fuerteventurze i w maju 1995 w Düsseldorfie został zatrudniony do filmu porno pt. Frywolny zajazd (Das frivole Gasthaus). Brał udział w różnych produkcjach teatralnych, imprezach i targach.
Brał udział w 116 realizacjach produkowanych przez MagmaFilm w Essen, 95 produkcjach Videorama GmbH kręconych w Essen, a także kilku francuskich produkcjach Vidéo Marc Dorcel – Call Girls Deluxe (2003), Opportunity Knocks (2004), Vixens In Uniform (2004) i Hardcore Models (2004) oraz Private Media Group Private Gold 193: London Love Affairs (2015). Występował regularnie jako moderator i główny aktor serialu porno Flirt uliczny (Straßenflirts), który był dystrybuowany na kasetach VHS i DVD. Fabuła ukazywała na ulicy kobiety lub pary, które Dachs namawiał na spontaniczny seks. Z podobną koncepcją Dachs można regularnie oglądać na kanale telewizyjnym Beate-Uhse.TV – część oferty płatnej telewizji Sky Deutschland. W przeciwieństwie do pornograficznych flirtów ulicznych, serial Flirt uliczny (Straßenflirts) był produkcją erotyczną, w której akt seksualny stał się jedynie aluzją. 
Dachs próbował też swoich sił jako prezenter i piosenkarz po zakończeniu aktywnej kariery w branży porno. Już na początku lat 80. był aktywny muzycznie, m.in. śpiewał z punkowym zespołem Pattex z Osnabrücku. W październiku 2008 zaprezentował piosenkę „Das Leben ist ein Pornofilm (und jeder ist der Star)” (Życie to film porno (i każdy jest gwiazdą)) na targach Venus Berlin. Piosenka została też wykorzystana jako motyw przewodni w komediowym serialu internetowym Making of „Süsse Stuten 7” (2010), gdzie wystąpił w roli kamerzysty Steve’a u boku Davida Bredina, Jörga Buttgereita i Tyry Misoux. W 2010 wydał album z muzyką szlagierową pt. Pop(P)?!.
Na potrzeby kręcenia dramatu Nimfomanka (2013) w reżyserii Larsa von Triera Dachs pełnił funkcję dublera w kilku autentycznych scenach seksu. Wystąpił w roli ofiary w jednym z odcinków reality show RTL Der Blaulicht Report (2015). Trafił też do obsady komedii krótkometrażowej Teuropa (2016).
We wrześniu i październiku 2021 zagrał w teatrze w Zurychu z wytatuowaną aktorką porno Katie Pears w sztuce Krótkie wywiady z paskudnymi ludźmi – 22 rodzaje samotności (Kurze Interviews mit fiesen Männern – 22 Arten der Einsamkeit) na podstawie opowiadań Davida Fostera Wallace’a.

## Nagrody i nominacje
| Rok  | Nagroda                     | Kategoria                                             | Produkcja                     | Rezultat  |
| ---- | --------------------------- | ----------------------------------------------------- | ----------------------------- | --------- |
| 1998 | Venus Award                 | Najlepszy aktor                                       | –                             | Wygrana   |
| 2003 | Venus Award                 | Najlepszy aktor                                       | –                             | Wygrana   |
| 2004 | Venus Award                 | Nagroda Jury: Najlepszy erotyczny program telewizyjny | Lust Pur Mit Conny Dax (2004) | Wygrana   |
| 2004 | European X Award (Bruksela) | Najlepszy aktor (Niemcy)                              | –                             | Wygrana   |
| 2006 | Eroticline Award            | Najlepszy niemiecki aktor porno                       | –                             | Wygrana   |
| 2007 | Eroticline Award            | Najlepszy gospodarz w seks–telewizji                  | –                             | Wygrana   |
| 2013 | Eroticline Award            | Nagroda Fanów: Najlepszy aktor                        | –                             | Nominacja |
| 2014 | Eroticline Award            | Nagroda Fanów: Najlepszy aktor                        | –                             | Nominacja |
| 2016 | Eroticline Award            | Najlepsza moderator w seks–telewizji                  | –                             | Wygrana   |